# Noserius gardneri
Noserius gardneri är en skalbaggsart som beskrevs av Martins 1980. Noserius gardneri ingår i släktet Noserius och familjen långhorningar. Inga underarter finns listade i Catalogue of Life.